# Krystyna Nadolna
Krystyna Nadolna (ur. 23 grudnia 1949 w Grabowcu) – polska lekkoatletka dyskobolka, wielokrotna mistrzyni Polski i olimpijka.

## Kariera
Startowała na igrzyskach olimpijskich w 1972 w Monachium, gdzie nie zakwalifikowała się do finału rzutu dyskiem. Był szósta w rzucie dyskiem na uniwersjadzie w 1973 w Moskwie. W finale Pucharu Europy w 1977 w Helsinkach zajęła w tej konkurencji 6. miejsce.
Była mistrzynią Polski w rzucie dyskiem w 1971, 1972, 1973 i 1977 oraz wicemistrzynią w 1975 i 1976.
Pięciokrotnie poprawiała rekord Polski w rzucie dyskiem do wyniku 58,54 m (26 czerwca 1972 w Warszawie).
W latach 1971–1977 startowała w dwudziestu meczach reprezentacji Polski (21 startów), odnosząc 5 zwycięstw indywidualnych.
Rekordy życiowe:
- pchnięcie kulą – 15,50 (30 kwietnia 1975, Sopot)[7]
- rzut dyskiem – 60,02 (28 maja 1977, Sopot)[8]

Była zawodniczką klubów: Nadwiślanin Chełmno (1966-1967), Flota Gdynia (1968), Spójnia Gdańsk (1969-1972 i 1974-1978),  MKS AZS Warszawa (1973) i AZS Gdańsk (1978-1980).
Ukończyła WSWF w Gdańsku; uzyskała stopień doktora nauk wychowania fizycznego.